# Putzeysius
Putzeysius is een geslacht van kevers uit de familie van de loopkevers (Carabidae). De wetenschappelijke naam van het geslacht is voor het eerst geldig gepubliceerd in 1962 door Jeannel.

## Soorten
Het geslacht Putzeysius omvat de volgende soorten:
- Putzeysius coecus Sciaky & Grottolo, 1996
- Putzeysius quadriceps (Putzeys, 1870)